# نجات از فرقه‌ها
نجات از فرقه ها(به انگلیسی: Recovery from Cults) یا بازیابی از فرقه‌ها عنوان کتابی است ویرایسته شده توسط مایکل لانگن مدیر موسسه جهانی مطالعات فرقه ای که پیرامون تئوری کنترل ذهن توسط فرقه هانگاشته شده.این کتاب در سال 1995 توسط انتشارات W. W. Norton & Company منتشر گردیده است.
چندین نویسنده و روانشناس به شرح ذیل در تدوین آن مشارکت داشته‌اند.Susan Andersen, David Clark, Richard L. Dowhower, Gary Eisenberg, Geri-Ann Galanti, Kevin Garvery, Lorna Goldberg, William Goldberg, Carol Giambalvo, Noel Giambalvo, Susan J. Kelley, Janja Lalich, Madeleine Landau Tobias, Michael Langone, Paul R. Maring, Arnold Markowits, Herbert L. Rosedale, Patrick L. Ryan, Margaret Singer, Mark Trahan, Rob Tucker, Philip Zimbardo